# Tipula (Ramatipula) octacantha
Tipula (Ramatipula) octacantha is een tweevleugelige uit de familie langpootmuggen (Tipulidae). De soort komt voor in het Oriëntaals gebied.